# Sonic Ranch

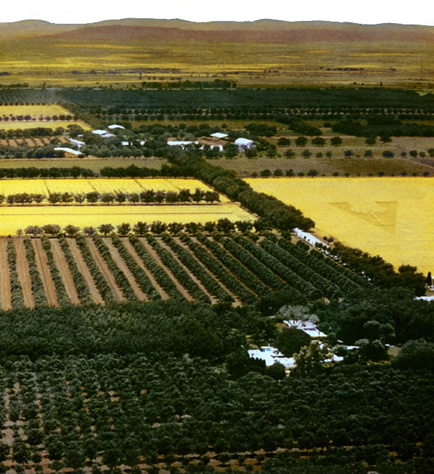
Horts de nous al complex dels estudis

Sonic Ranch és el complex d'estudis d'enregistrament residencial més gran del món, situat a la vora de Tornillo, Texas. Hi ha cinc estudis de classe mundial dissenyats per Vincent Van Haaff en un hort de nous de 690 hectàrees que limita amb el Riu Gran i Mèxic. Situat a gairebé 50 km a l'est d'El Paso, Texas, a la ciutat fronterera de Tornillo, hi ha cinc cases en la propietat on els artistes es queden mentre graven. L'estudi va ser fundat en 1989 per l'actual propietari i director Tony Rancich al voltant d'una gran hisenda tradicional espanyola, es tracta d'una estructura de tova, construïda a finals de la dècada de 1930, amb bigues de pi com a estructura de sostre. Algunes bandes de rock han notat la tranquil·litat, la naturalesa rural i el fàcil accés a Ciutat Juárez a l'altre costat de la frontera.

## Complex d'estudis
La Neve Control Room (dissenyada per Vincent Van Haaff) compta amb una consola Neve 8078 vintage de 80 canals amb pre/equalitzadors 31105 de micròfon. El costat esquerre d'aquesta consola era el tauler original de West Coast Motown que es va usar per a gravar a molts artistes de Motown, inclosos Diana Ross, The Temptations, Gladys Knight, Bubba Knight, GC Cameron, James Jamerson, Marvin Gaye, i The Jackson 5. Madonna va comprar la consola i ho tenia en el seu estudi de Brooklyn a Hollywood a principis de la dècada de 1990, on Yoshiki Hayashi el va comprar i el va posar juntament amb un altre 8078 en la seva forma actual de Pat Schnider i Wess Dolly. Sonic Ranch va adquirir aquesta consola l'any 2006. La gran sala de seguiment que està connectada a aquesta sala de control mesura 11 m × 14,3 m i té sostres de 6,7 metres d'alçada. Hi ha dues cabines d'aïllament en la sala de seguiment i dues cabines d'aïllament en la sala de control de 11,0 m × 9,4 m.
L'A Studio, que va ser el primer estudi que es va establir al Sonic Ranch, és parcialment subterrani i compta amb una consola E / G SSL de 40 canals amb pre-equalitzadors de micròfon extern Neve vintage i quatre sales de seguiment amb diferents acústiques i dimensions.
La Stone Room és una sala de cinc costats de pedra travertí, amb un sostre inclinat de latia que optimitza la difusió acústica. Quan es treuen els deflectors i les catifes, serveix com a cambra de ressò durant la mescla. La sala de seguiment central, que condueix a la sala de bateria, té catifes i material absorbible entre les bigues tradicionals en l'estructura del sostre, la qual cosa escurça el temps de decaïment a la sala i la fa adequada per al seguiment de veus i guitarres elèctriques.
La Drum Room té el terra de fusta, un sostre de fusta inclinat i portes de fusta que es poden obrir o tancar per a ajustar l'ambient de l'habitació. La sala superior, que descendeix a la sala de control, conté un piano K. Kawai 1978 de 2,11 m i un Hammond B3 de 1961 amb un altaveu Leslie .
L'Adobe Studio va ser dissenyat per Vincent Van Haaff dins d'una estructura de tova centenària amb un sostre voltat de fusta. Conté una consola Neve 8088 d'època amb preamplificadores / equalitzadors de micròfon Classe A 31102 que van ser dissenyats per Rupert Neve en 1977. La sala de seguiment d'Adobe mesura 9,1 × 8,5 × 4,9 m i té un sostre geomètric panells, esquineros i semirredondos, i bigues de sostre massisses per a millorar la difusió acústica. Aquest estudi es troba en una propietat que contenia un dels punts d'encreuament originals de "Custom House" de Mèxic als Estats Units.
La Mix Room va ser dissenyada per Vincent Van Haaff i es troba a l'ala esquerra de la hisenda espanyola original. Té 6 metres d'ample i 12 metres de profunditat i conté una consola SSL G / G + de 64 canals. Es troba al costat de la piscina al pati de la hisenda.
La Mastering Room o sala de masterización es troba a la secció central de la hisenda espanyola i té 15,5 m d'ample i 8,2 m de profunditat. Compta amb una obra mestra dissenyada per Rupert Neve. La sala de masterización té panells de fusta i teles acolorides de Brussel·les i París entreteixides en el seu disseny acústic.

## Equipament
Sonic Ranch té una col·lecció de més de 55 guitarres antigues i modernes, 50 amplificadors vintage i moderns, 4 bateries modernes i 3 clàssiques, 54 pedals de guitarra, pianos de cua 1927 Steinway i 1978 K. Kawai, i un orgue B3 de 1961 amb 147 Leslie. La col·lecció de micròfons inclou 3 tapes cromades de cos llarg Neumann U47, 2 Neumann M249, 2 Neumann KM 53 i 54, 2 Steven Paul Audio Modified Neumann U67, 2 Neumann M269 que són la versió europea d'U67, 3 Neumann U87, 3 Telefunken ELAM 251, 2 Telefunken ELAM 250, 2 AKG C12 i 2 Col·les 4038.

## Artistes
A continuació es mostra una llista d'alguns dels artistes que han gravat cançons en Sonic Ranch:
- Fiona Apple
- Enrique Bunbury
- Alex campos
- Arion
- A Silent Film
- Akron Family
- Aneeka
- Animal Collective
- Ballyhoo!
- Band of Horses
- Benny Ibarra
- Beach House
- Big Thief
- Billy Gibbons
- Blacklite District
- Bon Iver
- Broncho
- Bullet for My Valentine
- The Burning of Rome
- The Black Angels
- The Blackout
- Brand New
- Cannibal Corpse
- The Chamanas
- Cloud Nothings
- Cody Jinks and the Tone Deaf Hippies
- Conor Oberst and the Mystic Valley Band[1]
- El Cuarteto de Nos
- The Devil Makes Three
- El Mató Un Policía Motorizado
- Gregg Rolie
- Gungor
- Taking Back Sunday
- Yeah Yeah Yeahs[1]
- Enrique Bunbury[1]
- Gogol Bordello
- Johnny Rawls
- Smith Westerns
- Sublime with Rome
- Mudvayne[1]
- Ministry
- Nico Vega
- At The Drive-In[1]
- The London[1]
- James Vincent McMorrow
- ...And You Will Know Us by the Trail of Dead
- Hanson
- Hello Seahorse!
- Your Vegas
- Damageplan
- DevilDriver
- Dead Sara
- Old 97's
- Sparta
- Sleepercar[1]
- Snarky Puppy
- Tesla
- Intocable
- Zoé
- Kalimba
- Yuridia
- Ely Guerra
- Into the Presence
- Jumbo
- Jenny Lewis
- Oh Sees
- OV7
- Prong[9]
- Plastilina Mosh
- Erik Rubin
- Moderatto
- Motel
- Kids These Days
- Jello Biafra
- Girl in a Coma
- The Blackout
- Camera Can't Lie
- This World Fair
- Nevermore
- Shearwater
- The Warning (Mexican band)
- The Mountain Goats
- Elefante
- Flogging Molly
- Kids in Glass Houses
- Jesus Adrian Romero
- Lennon Murphy
- McFly
- MercyMe
- Natalia Lafourcade
- David Garza
- Deep Blue Something
- Rorschach Test
- Flotsam and Jetsam
- N17
- Reik
- Red Sun Rising
- Skinlab
- Explosions in the Sky
- The New Mastersounds
- The Maine
- The Madden Brothers
- Parquet Courts
- Passafire
- Poliça
- Portugal. The Man
- Prehab
- Purple
- The Dirty Heads
- Dirty Karma
- Swans
- Radius
- Otis Clay
- Barbara Carr
- Starbomb
- Waxahatchee
- The Lawrence Arms